# Eternal Idol
Eternal Idol je italská powermetalová založená v roce 2016 zpěvákem Fabio Lionem, v té době ještě hlavním zpěvákem skupiny Rhapsody of Fire. Lione se o hlavní zpěv dělí se zpěvačkou Giorgia Colleluori. Debutové album, The Unrevealed Secret, vydala skupina v prosinci 2016. Většinu textu písniček složil sám Lione, hudbu poté napsal kytarista Nick Savio, který desku také produkoval. Album je konceptuální a jeho příběh by měl pokračovat i na dalších nahrávkách skupiny.

## Sestava
- Fabio Lione – mužský zpěv
- Giorgia Colleluori – ženský zpěv
- Camillo Colleluori – bicí
- Andrea Buratto – basová kytara
- Nick Savio – kytary, klávesy

## Diskografie
- The Unrevealed Secret (2016)